# Terza Divisione FIDAF 2018
La Terza Divisione FIDAF 2018 è l'11ª edizione del campionato di football americano di Terza Divisione organizzato dalla FIDAF (32ª edizione del campionato di terzo livello, 16ª edizione a 9 giocatori). Vi partecipano 38 squadre. Il campionato è diviso in nove gironi, formati da 4 o 5 team ciascuno.
Il 2 marzo è stata annunciata la prosecuzione della partnership tra FIDAF e Havas Media Group fino al 2020 e la sede del Ninebowl, che sarà lo Stadio Sergio Lanfranchi di Parma.

## Squadre partecipanti
Le modifiche nell'organico rispetto all'edizione 2017 sono le seguenti:
- gli Elephants Catania e i Ravens Imola si sono autoretrocessi dalla Seconda Divisione.
- i Sentinels Isonzo, gli Sharks Palermo e i Mastiffs Ivrea (con un team unito ai Blitz San Carlo) sono ammessi alla Seconda Divisione in seguito a un bando[2].
- I Grizzlies Roma, retrocessi dalla Prima Divisione, sono entrati nel progetto Lazio Football e partecipano al campionato di Terza Divisione col nome di Fighting Ducks Lazio.
- Gli Etruschi Livorno partecipano alla Seconda Divisione con un team congiunto agli Storms Pisa col nome di West Coast Raiders.
- Gli Alligators Rovigo debuttano in un campionato federale.
- Gli White Tigers Massa partecipano con un team congiunto ai Predatori Golfo del Tigullio.
- I Celtics Dolomiti, i Delfini Taranto e i Sauk Wolves Cosenza non partecipano al campionato.

| Club                         | Città                   | Stadio                | Sponsor ufficiale          | Risultato nella stagione 2017                           |
| ---------------------------- | ----------------------- | --------------------- | -------------------------- | ------------------------------------------------------- |
| 29ers Alto Livenza           | Caneva (PN)             |                       |                            | 4º posto in regular season Terza Divisione (girone H)   |
| Achei Crotone                | Crotone                 | Stadio Ezio Scida     | Mida Tecnologie Ambientali | Wild Card                                               |
| Alfieri Asti                 | Asti                    |                       |                            | 4º posto in regular season Terza Divisione (girone E)   |
| Alligators Rovigo            | Rovigo                  |                       |                            | Esordienti                                              |
| Aquile Ferrara               | Ferrara                 |                       | Dimedia srl                | Wild Card                                               |
| Black Tide Catanzaro         | Catanzaro               |                       |                            | Wild Card                                               |
| Briganti Napoli              | Napoli                  | Briganti Field        |                            | Quarti di finale di Conference                          |
| Broncos-Titans Romagna       | Forlì                   |                       |                            | 4º posto in regular season Terza Divisione (girone G)   |
| Buccaneers Comacchio         | Comacchio (FE)          |                       |                            | 3º posto in regular season Terza Divisione (girone G)   |
| Cardinals Palermo            | Palermo                 |                       |                            | 4º posto in regular season Terza Divisione (girone A)   |
| Crabs Pescara                | Pescara                 |                       |                            | 4º posto in regular season Terza Divisione (girone C)   |
| Doves Bologna                | Bologna                 |                       |                            | 5º posto in regular season Terza Divisione (girone G)   |
| Draghi Udine                 | Udine                   |                       |                            | 5º posto in regular season Terza Divisione (girone H)   |
| Eagles Salerno               | Salerno                 | Stadio Donato Vestuti |                            | Semifinali di Conference                                |
| Elephants Catania            | Catania                 |                       |                            | 3º posto in regular season Seconda Divisione (girone A) |
| Fighting Ducks Lazio         | Roma                    |                       |                            | 11º posto in regular season Prima Divisione             |
| Giants Bolzano 2             | Bolzano                 |                       |                            | Wild Card                                               |
| Hurricanes Vicenza           | Vicenza                 |                       |                            | Finale di Conference                                    |
| Islanders Venezia            | Venezia                 |                       |                            | Wild Card                                               |
| Lancieri Novara              | Novara                  |                       |                            | Semifinali di Conference                                |
| Legio XIII Roma              | Roma                    |                       |                            | 5º posto in regular season Terza Divisione (girone C)   |
| Mexicans Pederobba           | Pederobba (TV)          |                       |                            | 4º posto in regular season Terza Divisione (girone I)   |
| Minatori Cave                | Cave (RM)               |                       |                            | Quarti di finale di Conference                          |
| Muli Trieste                 | Trieste                 |                       |                            | Wild Card                                               |
| Navy Seals Bari              | Bari                    |                       |                            | 5º posto in regular season Terza Divisione (girone B)   |
| Nuovi Grifoni Perugia        | Perugia                 |                       |                            | 3º posto in regular season Terza Divisione (girone I)   |
| Pirates Savona               | Savona                  |                       |                            | Quarti di finale di Conference                          |
| Predatori Golfo del Tigullio | Chiavari (GE)           |                       |                            | Semifinali di Conference                                |
| Rams Milano                  | Milano                  |                       |                            | Quarti di finale di Conference                          |
| Ravens Imola                 | Imola (BO)              |                       |                            | 4º posto in regular season Seconda Divisione (girone C) |
| Rebels Castel San Giorgio    | Castel San Giorgio (SA) |                       |                            | 4º posto in regular season Terza Divisione (girone B)   |
| Redskins Verona              | Verona                  |                       |                            | Quarti di finale di Conference                          |
| Sirbons Cagliari             | Assemini (CA)           |                       |                            | 4º posto in regular season Terza Divisione (girone D)   |
| Steelers Terni               | Terni                   |                       |                            | Finale di Conference                                    |
| Thunders Trento              | Trento                  |                       |                            | Semifinali di Conference                                |
| Trappers Cecina              | Cecina (LI)             |                       |                            | 3º posto in regular season Terza Divisione (girone D)   |
| Veterans Grosseto            | Grosseto                |                       |                            | Quarti di finale di Conference                          |
| Wolverines Piacenza          | Piacenza                |                       |                            | Quarti di finale di Conference                          |

## Stagione regolare

### Calendario

#### 1ª giornata
| Picciano 17 febbraio 2018, ore 15:00 | Crabs Pescara | 0 – 33 (0-7 0-7 0-10 0-9) referto | Briganti Napoli | Campo Sportivo (100 spett.)\| Arbitro: \| U. di Bari \| |
| Arbitro:                             | U. di Bari    |                                   |                 |                                                         |

| Bresso 17 febbraio 2018, ore 21:00 | Rams Milano | 18 – 38 (7-10 3-7 8-14 0-7) referto | Predatori Golfo del Tigullio | Centro Sportivo Comunale (100 spett.)\| Arbitro: \| Sala \| |
| Arbitro:                           | Sala        |                                     |                              |                                                             |

| Onigo 18 febbraio 2018, ore 13:59 | Mexicans Pederobba | 58 – 55 (8-0 8-13 22-21 20-21) referto | Muli Trieste | Campo Sportivo Comunale |

| Novara 18 febbraio 2018, ore 14:05 | Lancieri Novara | 57 – 0 (28-0 15-0 7-0 7-0) referto | Alfieri Asti | Lancieri Field (100 spett.)\| Arbitro: \| Camossa \| |
| Arbitro:                           | Camossa         |                                    |              |                                                      |

| Ferrara 18 febbraio 2018, ore 14:30 | Aquile Ferrara | 53 – 0 (14-0 18-0 14-0 7-0) referto | Alligators Rovigo | Mike Wyatt Field (50 spett.)\| Arbitro: \| Tomaz \| |
| Arbitro:                            | Tomaz          |                                     |                   |                                                     |

| San Giovanni Lupatoto 18 febbraio 2018, ore 14:30 | Redskins Verona | 27 – 0 (7-0 6-0 0-0 14-0) referto | Thunders Trento | C.S. Mozzo (50 spett.)\| Arbitro: \| Sala \| |
| Arbitro:                                          | Sala            |                                   |                 |                                              |

| Pasian di Prato 18 febbraio 2018, ore 15:00 | Draghi Udine | 6 – 12 (0-6 0-0 0-6 6-0) referto | 29ers Alto Livenza | C.S. Degano e Zorzi (100 spett.)\| Arbitro: \| Sabidussi \| |
| Arbitro:                                    | Sabidussi    |                                  |                    |                                                             |

| Catanzaro 18 febbraio 2018, ore 15:30 | Black Tide Catanzaro | 30 – 33 (7-19 2-0 7-6 14-8) referto | Achei Crotone | C.S. A. Curto (200 spett.)\| Arbitro: \| Genise \| |
| Arbitro:                              | Genise               |                                     |               |                                                    |

| San Pietro in Palazzi 18 febbraio 2018, ore 15:36 | Trappers Cecina | 16 – 21 (0-8 14-6 2-7 0-0) referto | Veterans Grosseto | C.S. Athos Martellacci (200 spett.)\| Arbitro: \| F. Mariotti \| |
| Arbitro:                                          | F. Mariotti     |                                    |                   |                                                                  |

| Palermo 18 febbraio 2018, ore 18:45 | Cardinals Palermo | 8 – 55 (0-0 0-36 0-19 8-0) referto | Elephants Catania | Campo Sportivo Luis Ribolla (100 spett.) |

#### 2ª giornata
| Favaro Veneto 24 febbraio 2018, ore 20:30 | Islanders Venezia | 24 – 22 (0-0 6-9 6-7 12-6) referto | Aquile Ferrara | Centro Sportivo Comunale (100 spett.)\| Arbitro: \| D'Amato \| |
| Arbitro:                                  | D'Amato           |                                    |                |                                                                |

| Bolzano 25 febbraio 2018, ore 15:00 | Giants Bolzano 2 | 0 – 16 (0-7 0-7 0-2 0-0) referto | Redskins Verona | Stadio Europa (50 spett.)\| Arbitro: \| F. Garlaschi \| |
| Arbitro:                            | F. Garlaschi     |                                  |                 |                                                         |

#### 3ª giornata
| Catania 3 marzo 2018, ore 13:00 | Elephants Catania | 56 – 25 (12-6 19-13 13-0 12-6) referto | Black Tide Catanzaro | Stadio Santa Maria Goretti (100 spett.)\| Arbitro: \| M. Cuppari \| |
| Arbitro:                        | M. Cuppari        |                                        |                      |                                                                     |

| Crotone 4 marzo 2018, ore 12:00 | Achei Crotone | 65 – 12 (20-0 26-12 13-0 6-0) referto | Cardinals Palermo | Settore B (200 spett.)\| Arbitro: \| Costarella \| |
| Arbitro:                        | Costarella    |                                       |                   |                                                    |

| Napoli 4 marzo 2018, ore 14:05 | Briganti Napoli | 0 – 8 (0-0 0-2 0-6 0-0) referto | Eagles Salerno | Briganti Field |

| Canosa Sannita 4 marzo 2018, ore 15:00 | Crabs Pescara | 15 – 28 (0-6 0-6 7-0 8-16) referto | Navy Seals Bari | Campo Sportivo (40 spett.)\| Arbitro: \| U. di Bari \| |
| Arbitro:                               | U. di Bari    |                                    |                 |                                                        |

| Caneva 4 marzo 2018, ore 15:00 | 29ers Alto Livenza | 34 – 20 (6-12 21-0 0-8 7-0) referto | Mexicans Pederobba | C.S. Comunale (100 spett.)\| Arbitro: \| G. Davis \| |
| Arbitro:                       | G. Davis           |                                     |                    |                                                      |

| Roma 4 marzo 2018, ore 16:30 | Fighting Ducks Lazio | 14 – 24 (6-8 0-0 0-8 8-8) referto | Minatori Cave | C.S. Dabliù (100 spett.) |

#### 4ª giornata
| Trento 10 marzo 2018, ore 15:00 | Thunders Trento | 7 – 12 (7-6 0-0 0-0 0-6) referto | Giants Bolzano 2 | Campo Fersina (150 spett.)\| Arbitro: \| F. Garlaschi \| |
| Arbitro:                        | F. Garlaschi    |                                  |                  |                                                          |

| Bologna 10 marzo 2018, ore 16:00 | Doves Bologna | 0 – 10 (0-3 0-7 0-0 0-0) referto | Broncos-Titans Romagna | C.S. Bernardi (50 spett.)\| Arbitro: \| Di Battista \| |
| Arbitro:                         | Di Battista   |                                  |                        |                                                        |

| Favaro Veneto 10 marzo 2018, ore 20:30 | Islanders Venezia | 63 – 0 (30-0 0-0 6-0 27-0) referto | Alligators Rovigo | Centro Sportivo Comunale (100 spett.)\| Arbitro: \| S. D'Amato \| |
| Arbitro:                               | S. D'Amato        |                                    |                   |                                                                   |

| Roma 10 marzo 2018, ore 20:35 | Legio XIII Roma | 10 – 33 (0-7 2-6 8-12 0-8) referto | Minatori Cave | C.S. Aldobrandini (50 spett.)\| Arbitro: \| M. Cuppari \| |
| Arbitro:                      | M. Cuppari      |                                    |               |                                                           |

| Perugia 10 marzo 2018, ore 21:00 | Nuovi Grifoni Perugia | 37 – 0 (14-0 13-0 3-0 7-0) referto | Trappers Cecina | S.C. S.Sisto\| Arbitro: \| F. Mariotti \| |
| Arbitro:                         | F. Mariotti           |                                    |                 |                                           |

| Trieste 10 marzo 2018, ore 21:00 | Muli Trieste | 14 – 7 (d.t.s.) (0-0 0-0 0-7 7-0 7-0) referto | Draghi Udine | C.S. San Luigi (220 spett.)\| Arbitro: \| Kobilarov \| |
| Arbitro:                         | Kobilarov    |                                               |              |                                                        |

| San Giovanni Lupatoto 11 marzo 2018, ore 14:30 | Redskins Verona | 7 – 14 (0-0 7-7 0-7 0-0) referto | Hurricanes Vicenza | C.S. Mozzo (50 spett.)\| Arbitro: \| Kobilarov \| |
| Arbitro:                                       | Kobilarov       |                                  |                    |                                                   |

| Palermo 11 marzo 2018, ore 15:30 | Cardinals Palermo | 6 – 52 (0-17 6-7 0-21 0-7) referto | Black Tide Catanzaro | Campo Sportivo Luis Ribolla (100 spett.)\| Arbitro: \| Costarella \| |
| Arbitro:                         | Costarella        |                                    |                      |                                                                      |

| Grosseto 11 marzo 2018, ore 15:35 | Veterans Grosseto | 33 – 24 (14-6 19-6 0-12 0-0) referto | Steelers Terni | C.S. Bruno Passalacqua (200 spett.)\| Arbitro: \| R. Passalacqua \| |
| Arbitro:                          | R. Passalacqua    |                                      |                |                                                                     |

#### 5ª giornata
| Assemini 17 marzo 2018, ore 13:00 | Sirbons Cagliari | 7 – 26 (0-0 0-14 0-6 7-6) referto | Fighting Ducks Lazio | Stadio Santa Maria (100 spett.)\| Arbitro: \| Colombo \| |
| Arbitro:                          | Colombo          |                                   |                      |                                                          |

| Chiavari 17 marzo 2018, ore 21:00 | Predatori Golfo del Tigullio | 46 – 7 (21-0 13-7 12-0 0-0) referto | Alfieri Asti | C.S. Daneri (100 spett.)\| Arbitro: \| Gentile \| |
| Arbitro:                          | Gentile                      |                                     |              |                                                   |

| Bresso 17 marzo 2018, ore 21:00 | Rams Milano | 9 – 6 (0-6 0-0 0-0 9-0) referto | Pirates Savona | Centro Sportivo Comunale (100 spett.)\| Arbitro: \| Camossa \| |
| Arbitro:                        | Camossa     |                                 |                |                                                                |

| Bari 18 marzo 2018, ore 14:00 | Navy Seals Bari | 14 – 21 (0-0 14-0 0-8 0-13) referto | Briganti Napoli | Stadio della Vittoria (100 spett.)\| Arbitro: \| U. di Bari \| |
| Arbitro:                      | U. di Bari      |                                     |                 |                                                                |

| Ferrara 18 marzo 2018, ore 14:30 | Aquile Ferrara | 19 – 0 (19-0 0-0 0-0 0-0) referto | Buccaneers Comacchio | Mike Wyatt Field (40 spett.)\| Arbitro: \| G. Davis \| |
| Arbitro:                         | G. Davis       |                                   |                      |                                                        |

| Pasian di Prato 18 marzo 2018, ore 14:55 | Draghi Udine | 34 – 30 (8-22 10-8 7-0 9-0) referto | Mexicans Pederobba | C.S.Degano e Zorzi (70 spett.)\| Arbitro: \| Sabidussi \| |
| Arbitro:                                 | Sabidussi    |                                     |                    |                                                           |

| Nocera Superiore 18 marzo 2018, ore 15:07 | Rebels Castel San Giorgio | 6 – 50 (0-14 6-16 0-6 0-6) referto | Eagles Salerno | Stadio Karol Wojtyla (20 spett.) |

| Catania 18 marzo 2018, ore 15:00 | Elephants Catania | 28 – 34 (13-3 8-16 7-0 0-15) referto | Achei Crotone | Stadio Santa Maria Goretti (150 spett.)\| Arbitro: \| A. Costarella \| |
| Arbitro:                         | A. Costarella     |                                      |               |                                                                        |

| Grosseto 18 marzo 2018, ore 15:30 | Veterans Grosseto | 19 – 33 (0-7 6-7 13-12 0-7) referto | Nuovi Grifoni Perugia | C.S. Bruno Passalacqua (200 spett.)\| Arbitro: \| Mariotti \| |
| Arbitro:                          | Mariotti          |                                     |                       |                                                               |

| Imola 18 marzo 2018, ore 15:30 | Ravens Imola | 56 – 13 (12-0 30-0 7-6 7-7) referto | Broncos-Titans Romagna | C.S. Bacchilega (50 spett.)\| Arbitro: \| Camossa \| |
| Arbitro:                       | Camossa      |                                     |                        |                                                      |

#### 6ª giornata
| Trento 24 marzo 2018, ore 15:00 | Thunders Trento | 6 – 32 (0-7 0-6 0-6 6-13) referto | Redskins Verona | Campo Fersina (30 spett.)\| Arbitro: \| Sala \| |
| Arbitro:                        | Sala            |                                   |                 |                                                 |

| Nocera Superiore 24 marzo 2018, ore 20:00 | Rebels Castel San Giorgio | 8 – 24 (0-12 0-6 0-6 8-0) referto | Navy Seals Bari | Stadio Karol Wojtyla (30 spett.) |

| Favaro Veneto 24 marzo 2018, ore 20:30 | Islanders Venezia | 53 – 0 (19-0 21-0 0-0 13-0) referto | Buccaneers Comacchio | Centro Sportivo Comunale (100 spett.)\| Arbitro: \| D'Amato \| |
| Arbitro:                               | D'Amato           |                                     |                      |                                                                |

| Piacenza 25 marzo 2018, ore 14:34 | Wolverines Piacenza | 8 – 6 (6-0 0-6 2-0 0-0) referto | Doves Bologna | Centro Sportivo Rugby Gigi Savoia (40 spett.)\| Arbitro: \| Sala \| |
| Arbitro:                          | Sala                |                                 |               |                                                                     |

| Asti 25 marzo 2018, ore 14:30 | Alfieri Asti | 0 – 49 (0-7 0-20 0-8 0-14) referto | Rams Milano | Circolo Lungotanaro (60 spett.)\| Arbitro: \| G. Rizzello \| |
| Arbitro:                      | G. Rizzello  |                                    |             |                                                              |

| Bolzano 25 marzo 2018, ore 15:00 | Giants Bolzano 2 | 6 – 18 (0-7 6-3 0-8 0-0) referto | Hurricanes Vicenza | Stadio Europa (50 spett.)\| Arbitro: \| F. Garlaschi \| |
| Arbitro:                         | F. Garlaschi     |                                  |                    |                                                         |

| Catania 25 marzo 2018, ore 15:00 | Elephants Catania | 20 – 0 (6-0 8-0 0-0 6-0) referto | Cardinals Palermo | Stadio Santa Maria Goretti (40 spett.)\| Arbitro: \| A. Costarella \| |
| Arbitro:                         | A. Costarella     |                                  |                   |                                                                       |

| Albisola Superiore 25 marzo 2018, ore 15:10 | Pirates Savona | 14 – 16 (0-3 7-7 7-6 0-0) referto | Lancieri Novara | Campo Sportivo Luceto (100 spett.)\| Arbitro: \| Camossa \| |
| Arbitro:                                    | Camossa        |                                   |                 |                                                             |

| Narni Scalo 25 marzo 2018, ore 15:30 | Steelers Terni | 28 – 35 (d.t.s.) (7-6 7-6 7-10 7-6 0-7) referto | Trappers Cecina | C.S. Hotel Terra Umbra (100 spett.) |

| Cave 25 marzo 2018, ore 15:30 | Minatori Cave | 45 – 7 (6-7 16-0 23-0 0-0) referto | Sirbons Cagliari | Stadio Comunale Luigi Ariola (100 spett.)\| Arbitro: \| U. di Bari \| |
| Arbitro:                      | U. di Bari    |                                    |                  |                                                                       |

#### 7ª giornata
| Assemini 7 aprile 2018, ore 13:30 | Sirbons Cagliari | 12 – 6 (6-0 6-0 0-0 0-6) referto | Legio XIII Roma | Stadio Santa Maria (60 spett.)\| Arbitro: \| Colombo \| |
| Arbitro:                          | Colombo          |                                  |                 |                                                         |

| Bologna 7 aprile 2018, ore 16:22 | Doves Bologna | 0 – 38 (0-20 0-12 0-6 0-0) referto | Ravens Imola | C.S. Bernardi (150 spett.)\| Arbitro: \| F. Garlaschi \| |
| Arbitro:                         | F. Garlaschi  |                                    |              |                                                          |

| Volania 7 aprile 2018, ore 20:15 | Buccaneers Comacchio | 0 – 60 (0-19 0-20 0-7 0-14) referto | Islanders Venezia | Buccaneers Arena (50 spett.)\| Arbitro: \| Camossa \| |
| Arbitro:                         | Camossa              |                                     |                   |                                                       |

| Crotone 7 aprile 2018, ore 20:30 | Achei Crotone | 28 – 33 (21-6 0-13 0-7 7-7) referto | Black Tide Catanzaro | Settore B (200 spett.)\| Arbitro: \| Chiello \| |
| Arbitro:                         | Chiello       |                                     |                      |                                                 |

| Chiavari 7 aprile 2018, ore 21:00 | Predatori Golfo del Tigullio | 54 – 14 (7-7 9-0 12-0 26-7) referto | Lancieri Novara | C.S. Daneri (350 spett.)\| Arbitro: \| Passalacqua \| |
| Arbitro:                          | Passalacqua                  |                                     |                 |                                                       |

| Perugia 7 aprile 2018, ore 21:00 | Nuovi Grifoni Perugia | 28 – 14 (21-0 0-7 0-7 7-0) referto | Steelers Terni | S.C. S.Sisto (100 spett.)\| Arbitro: \| G. Sabbatinelli \| |
| Arbitro:                         | G. Sabbatinelli       |                                    |                |                                                            |

| Trieste 7 aprile 2018, ore 21:00 | Muli Trieste | 33 – 18 (14-0 6-6 6-6 7-6) referto | Mexicans Pederobba | C.S. San Luigi (180 spett.)\| Arbitro: \| S. d'Amato \| |
| Arbitro:                         | S. d'Amato   |                                    |                    |                                                         |

| Napoli 8 aprile 2018, ore 14:21 | Briganti Napoli | 45 – 0 (15-0 15-0 0-0 15-0) referto | Rebels Castel San Giorgio | Briganti Field\| Arbitro: \| Costarella \| |
| Arbitro:                        | Costarella      |                                     |                           |                                            |

| Salerno 8 aprile 2018, ore 14:30 | Eagles Salerno | 36 – 0 (16-0 6-0 14-0 0-0) referto | Crabs Pescara | Stadio Donato Vestuti (20 spett.) |

| Asti 8 aprile 2018, ore 14:30 | Alfieri Asti | 0 – 56 (0-21 0-21 0-14 0-0) referto | Pirates Savona | Circolo Lungotanaro (80 spett.)\| Arbitro: \| M. Bernardi \| |
| Arbitro:                      | M. Bernardi  |                                     |                |                                                              |

| Rovigo 8 aprile 2018, ore 15:00 | Alligators Rovigo | 0 – 54 (0-25 0-14 0-3 0-12) referto | Aquile Ferrara | Stadio Mario Battaglini (100 spett.) |

| Caneva 8 aprile 2018, ore 15:00 | 29ers Alto Livenza | 27 – 0 (13-0 14-0 0-0 0-0) referto | Draghi Udine | C.S. Comunale (100 spett.)\| Arbitro: \| S. d'Amato \| |
| Arbitro:                        | S. d'Amato         |                                    |              |                                                        |

| Piacenza 8 aprile 2018, ore 15:00 | Wolverines Piacenza | 48 – 15 (7-7 21-0 13-0 7-8) referto | Broncos-Titans Romagna | Centro Sportivo Rugby Gigi Savoia (40 spett.)\| Arbitro: \| Tomaz \| |
| Arbitro:                          | Tomaz               |                                     |                        |                                                                      |

#### 8ª giornata
| Vicenza 14 aprile 2018, ore 14:55 | Hurricanes Vicenza | 21 – 6 (7-0 7-0 7-0 0-6) referto | Thunders Trento | BPVI Arena (200 spett.)\| Arbitro: \| Maghini \| |
| Arbitro:                          | Maghini            |                                  |                 |                                                  |

| Ferrara 15 aprile 2018, ore 16:00 | Aquile Ferrara | 16 – 22 (0-0 2-12 0-7 14-3) referto | Islanders Venezia | Mike Wyatt Field (80 spett.)\| Arbitro: \| P. Moglia \| |
| Arbitro:                          | P. Moglia      |                                     |                   |                                                         |

| Piacenza 14 aprile 2018, ore 20:00 | Wolverines Piacenza | 37 – 60 (7-16 10-24 0-6 20-14) referto | Ravens Imola | Centro Sportivo Rugby Gigi Savoia (35 spett.)\| Arbitro: \| Rizzello \| |
| Arbitro:                           | Rizzello            |                                        |              |                                                                         |

| Rovigo 14 aprile 2018, ore 20:30 | Alligators Rovigo | 26 – 14 (7-6 6-8 7-0 6-0) referto | Buccaneers Comacchio | Stadio Mario Battaglini (100 spett.) |

| San Giovanni Lupatoto 15 aprile 2018, ore 14:30 | Redskins Verona | 25 – 6 (10-0 7-6 0-0 8-0) referto | Giants Bolzano 2 | C.S. Mozzo (100 spett.)\| Arbitro: \| M. Turney \| |
| Arbitro:                                        | M. Turney       |                                   |                  |                                                    |

| Catanzaro 15 aprile 2018, ore 15:00 | Black Tide Catanzaro | 27 – 21 (6-6 7-0 7-8 7-7) referto | Elephants Catania | C.S. A. Curto (100 spett.)\| Arbitro: \| Zampedri \| |
| Arbitro:                            | Zampedri             |                                   |                   |                                                      |

| Roma 15 aprile 2018, ore 15:30 | Legio XIII Roma | 7 – 14 (0-0 0-0 0-6 7-8) referto | Sirbons Cagliari | C.S. Longarina (40 spett.) |

| San Pietro in Palazzi 15 aprile 2018, ore 15:35 | Trappers Cecina | 18 – 41 (6-13 0-14 6-7 6-7) referto | Nuovi Grifoni Perugia | C.S. Athos Martellacci (100 spett.)\| Arbitro: \| F. Mariotti \| |
| Arbitro:                                        | F. Mariotti     |                                     |                       |                                                                  |

| Cave 15 aprile 2018, ore 17:00 | Minatori Cave | 40 – 30 (13-0 12-0 0-24 15-6) referto | Fighting Ducks Lazio | Stadio Comunale Luigi Ariola (100 spett.)\| Arbitro: \| U. di Bari \| |
| Arbitro:                       | U. di Bari    |                                       |                      |                                                                       |

#### 9ª giornata
| Novara 21 aprile 2018, ore 15:00 | Lancieri Novara | 31 – 26 (8-6 16-8 0-6 7-6) referto | Rams Milano | Lancieri Field (100 spett.)\| Arbitro: \| M. Bernardi \| |
| Arbitro:                         | M. Bernardi     |                                    |             |                                                          |

| Volania 21 aprile 2018, ore 21:00 | Buccaneers Comacchio | 6 – 13 (0-7 0-0 0-6 6-0) referto | Alligators Rovigo | Buccaneers Arena (40 spett.)\| Arbitro: \| Colombo \| |
| Arbitro:                          | Colombo              |                                  |                   |                                                       |

| Albisola Superiore 22 aprile 2018, ore 15:00 | Pirates Savona | 24 – 13 (7-6 7-7 10-0 0-0) referto | Predatori Golfo del Tigullio | Campo Sportivo Luceto (210 spett.)\| Arbitro: \| M. Bernardi \| |
| Arbitro:                                     | M. Bernardi    |                                    |                              |                                                                 |

| Caneva 22 aprile 2018, ore 15:00 | 29ers Alto Livenza | 13 – 19 (7-12 0-7 6-0 0-0) referto | Muli Trieste | C.S. Comunale (100 spett.)\| Arbitro: \| S. d'Amato \| |
| Arbitro:                         | S. d'Amato         |                                    |              |                                                        |

| Lanciano 22 aprile 2018, ore 15:30 | Crabs Pescara | 22 – 28 (0-8 9-6 13-8 0-6) referto | Rebels Castel San Giorgio | C.S. Villa delle Rose (100 spett.)\| Arbitro: \| U. di Bari \| |
| Arbitro:                           | U. di Bari    |                                    |                           |                                                                |

| Narni Scalo 22 aprile 2018, ore 15:45 | Steelers Terni | 6 – 33 (6-6 0-21 0-6 0-0) referto | Veterans Grosseto | C.S. Hotel Terra Umbra |

| Roma 22 aprile 2018, ore 16:35 | Fighting Ducks Lazio | 36 – 0 (14-0 16-0 6-0 0-0) referto | Legio XIII Roma | C.S. Dabliù |

#### 10ª giornata
| Trento 28 aprile 2018, ore 15:00 | Thunders Trento | 14 – 18 (0-0 6-7 0-3 8-8) referto | Hurricanes Vicenza | Campo Fersina (175 spett.)\| Arbitro: \| G. Davis \| |
| Arbitro:                         | G. Davis        |                                   |                    |                                                      |

| Palermo 29 aprile 2018, ore 14:00 | Cardinals Palermo | 16 – 54 (0-7 10-19 0-20 6-8) referto | Achei Crotone | Campo Sportivo Luis Ribolla (50 spett.)\| Arbitro: \| Cuppari \| |
| Arbitro:                          | Cuppari           |                                      |               |                                                                  |

| Napoli 29 aprile 2018, ore 14:05 | Briganti Napoli | 53 – 6 (28-0 17-6 0-0 8-0) referto | Crabs Pescara | Briganti Field (100 spett.) |

| Salerno 29 aprile 2018, ore 14:35 | Eagles Salerno | 6 – 0 (0-0 0-0 6-0 0-0) referto | Navy Seals Bari | Stadio Donato Vestuti (30 spett.) |

| San Martino in Strada 29 aprile 2018, ore 15:00 | Broncos-Titans Romagna | 20 – 25 (0-7 10-0 10-12 0-6) referto | Doves Bologna | Campo Sportivo G. Casadei (45 spett.)\| Arbitro: \| G. Sabbatinelli \| |
| Arbitro:                                        | G. Sabbatinelli        |                                      |               |                                                                        |

| Pasian di Prato 29 aprile 2018, ore 15:00 | Draghi Udine | 6 – 49 (6-19 0-20 0-7 0-7) referto | Muli Trieste | C.S.Degano e Zorzi (100 spett.)\| Arbitro: \| G. Davis \| |
| Arbitro:                                  | G. Davis     |                                    |              |                                                           |

| Grosseto 29 aprile 2018, ore 15:30 | Veterans Grosseto | 20 – 26 (8-0 0-13 6-6 6-7) referto | Trappers Cecina | C.S. Bruno Passalacqua (300 spett.)\| Arbitro: \| Conti \| |
| Arbitro:                           | Conti             |                                    |                 |                                                            |

| Imola 29 aprile 2018, ore 15:30 | Ravens Imola | 48 – 6 (12-0 30-6 6-0 0-0) referto | Wolverines Piacenza | C.S. Bacchilega (50 spett.)\| Arbitro: \| Zampedri \| |
| Arbitro:                        | Zampedri     |                                    |                     |                                                       |

| Cave 29 aprile 2018, ore 16:30 | Minatori Cave | 34 – 14 (7-0 7-0 7-0 13-14) referto | Legio XIII Roma | Stadio Comunale Luigi Ariola (100 spett.)\| Arbitro: \| G. Virone \| |
| Arbitro:                       | G. Virone     |                                     |                 |                                                                      |

#### 11ª giornata
| Vicenza 5 maggio 2018, ore 14:50 | Hurricanes Vicenza | 0 – 31 (0-7 0-6 0-6 0-12) referto | Redskins Verona | BPVI Arena (100 spett.)\| Arbitro: \| F. Garlaschi \| |
| Arbitro:                         | F. Garlaschi       |                                   |                 |                                                       |

| Novara 5 maggio 2018, ore 16:00 | Lancieri Novara | 10 – 7 (0-0 3-0 0-7 7-0) referto | Rams Milano | Lancieri Field (100 spett.) |

| Bolzano 5 maggio 2018, ore 18:00 | Giants Bolzano 2 | 14 – 8 (0-0 7-0 7-0 0-8) referto | Thunders Trento | Stadio Europa (70 spett.)\| Arbitro: \| M. Turney \| |
| Arbitro:                         | M. Turney        |                                  |                 |                                                      |

| Volania 5 maggio 2018, ore 21:00 | Buccaneers Comacchio | 0 – 47 (0-7 0-33 0-7 0-0) referto | Aquile Ferrara | Buccaneers Arena (30 spett.)\| Arbitro: \| G. Davis \| |
| Arbitro:                         | G. Davis             |                                   |                |                                                        |

| Narni Scalo 5 maggio 2018, ore 21:00 | Steelers Terni | 6 – 38 (0-13 0-7 0-12 6-6) referto | Nuovi Grifoni Perugia | C.S. Hotel Terra Umbra (40 spett.) |

| Onigo 6 maggio 2018, ore 14:00 | Mexicans Pederobba | 24 – 38 (6-3 12-22 0-0 6-13) referto | 29ers Alto Livenza | Campo Comunale |

| Asti 6 maggio 2018, ore 14:30 | Alfieri Asti | 8 – 50 (0-14 0-22 0-14 8-0) referto | Predatori Golfo del Tigullio | Circolo Lungotanaro (60 spett.)\| Arbitro: \| M. Bernardi \| |
| Arbitro:                      | M. Bernardi  |                                     |                              |                                                              |

| Imola 6 maggio 2018, ore 15:30 | Ravens Imola | 72 – 7 (14-7 22-0 20-0 16-0) referto | Doves Bologna | C.S. Bacchilega (50 spett.)\| Arbitro: \| Camossa \| |
| Arbitro:                       | Camossa      |                                      |               |                                                      |

| Crotone 6 maggio 2018, ore 15:30 | Achei Crotone | 34 – 41 (0-7 14-6 13-8 7-20) referto | Elephants Catania | Settore B (200 spett.)\| Arbitro: \| Zampedri \| |
| Arbitro:                         | Zampedri      |                                      |                   |                                                  |

#### 12ª giornata
| Assemini 12 maggio 2018, ore 15:00 | Sirbons Cagliari | 9 – 54 (3-14 0-24 0-0 6-16) referto | Minatori Cave | Stadio Santa Maria (50 spett.)\| Arbitro: \| Colombo \| |
| Arbitro:                           | Colombo          |                                     |               |                                                         |

| Trieste 12 maggio 2018, ore 20:30 | Muli Trieste | 7 – 10 (7-0 0-0 0-7 0-3) referto | 29ers Alto Livenza | C.S. San Luigi (150 spett.)\| Arbitro: \| Kobilarov \| |
| Arbitro:                          | Kobilarov    |                                  |                    |                                                        |

| Salerno 13 maggio 2018, ore 14:30 | Eagles Salerno | 0 – 22 (0-6 0-2 0-14) referto | Briganti Napoli | Stadio Donato Vestuti (30 spett.) |

| Rovigo 13 maggio 2018, ore 14:55 | Alligators Rovigo | 0 – 33 (0-6 0-7 0-7 0-20) referto | Islanders Venezia | Stadio Mario Battaglini (100 spett.)\| Arbitro: \| Kobilarov \| |
| Arbitro:                         | Kobilarov         |                                   |                   |                                                                 |

| Albisola Superiore 13 maggio 2018, ore 15:00 | Pirates Savona | 54 – 12 (0-6 6-6 34-0 14-0) referto | Alfieri Asti | Campo Sportivo Luceto (90 spett.)\| Arbitro: \| Camossa \| |
| Arbitro:                                     | Camossa        |                                     |              |                                                            |

| Bari 13 maggio 2018, ore 15:15 | Navy Seals Bari | 38 – 6 (14-0 6-0 12-6 6-0) referto | Rebels Castel San Giorgio | Stadio della Vittoria (100 spett.)\| Arbitro: \| U. di Bari \| |
| Arbitro:                       | U. di Bari      |                                    |                           |                                                                |

| San Pietro in Palazzi 13 maggio 2018, ore 15:30 | Trappers Cecina | 27 – 24 (0-7 7-0 7-14 13-3) referto | Steelers Terni | C.S. Athos Martellacci (250 spett.)\| Arbitro: \| Mariotti \| |
| Arbitro:                                        | Mariotti        |                                     |                |                                                               |

| Catanzaro 13 maggio 2018, ore 15:30 | Black Tide Catanzaro | 42 – 6 (7-6 21-0 14-0 0-0) referto | Cardinals Palermo | C.S. A. Curto (100 spett.)\| Arbitro: \| A. Costarella \| |
| Arbitro:                            | A. Costarella        |                                    |                   |                                                           |

| Faenza 13 maggio 2018, ore 15:35 | Broncos-Titans Romagna | 10 – 50 (3-6 7-14 0-10 0-20) referto | Wolverines Piacenza | C.S. La Graziola (50 spett.)\| Arbitro: \| G. Sabbatinelli \| |
| Arbitro:                         | G. Sabbatinelli        |                                      |                     |                                                               |

| Perugia 13 maggio 2018, ore 16:00 | Nuovi Grifoni Perugia | 50 – 0 (3-0 28-0 6-0 13-0) referto | Veterans Grosseto | S.C. S.Sisto\| Arbitro: \| A. Maghini \| |
| Arbitro:                          | A. Maghini            |                                    |                   |                                          |

| Roma 13 maggio 2018, ore 16:40 | Legio XIII Roma | 7 – 22 (0-8 0-6 0-0 7-8) referto | Fighting Ducks Lazio | C.S. Longarina (50 spett.) |

#### 13ª giornata
| Vicenza 19 maggio 2018, ore 14:55 | Hurricanes Vicenza | 42 – 0 (14-0 17-0 6-0 0-0) referto | Giants Bolzano 2 | BPVI Arena (70 spett.)\| Arbitro: \| M. Turney \| |
| Arbitro:                          | M. Turney          |                                    |                  |                                                   |

| Nocera Superiore 19 maggio 2018, ore 19:00 | Rebels Castel San Giorgio | 20 – 44 (0-8 12-22 0-8 8-6) referto | Eagles Salerno | Stadio Karol Wojtyla (50 spett.) |

| Bologna 19 maggio 2018, ore 21:00 | Doves Bologna | 0 – 22 (0-7 0-2 0-7 0-6) referto | Wolverines Piacenza | C.S. Bernardi (50 spett.)\| Arbitro: \| d'Amato \| |
| Arbitro:                          | d'Amato       |                                  |                     |                                                    |

| Chiavari 19 maggio 2018, ore 21:00 | Predatori Golfo del Tigullio | 34 – 19 (14-6 20-6 0-0 0-7) referto | Lancieri Novara | C.S. Daneri (200 spett.)\| Arbitro: \| Maghini \| |
| Arbitro:                           | Maghini                      |                                     |                 |                                                   |

| Bresso 19 maggio 2018, ore 21:15 | Rams Milano | 15 – 12 referto | Pirates Savona | Centro Sportivo Comunale (100 spett.)\| Arbitro: \| Zampedri \| |
| Arbitro:                         | Zampedri    |                 |                |                                                                 |

| Onigo 20 maggio 2018, ore 14:00 | Mexicans Pederobba | 40 – 10 (0-3 14-7 14-0 12-0) referto | Draghi Udine | Campo Comunale |

| Bari 20 maggio 2018, ore 15:00 | Navy Seals Bari | 32 – 15 (15-0 7-7 7-0 3-8) referto | Crabs Pescara | Stadio della Vittoria (100 spett.)\| Arbitro: \| U. di Bari \| |
| Arbitro:                       | U. di Bari      |                                    |               |                                                                |

| Faenza 20 maggio 2018, ore 15:30 | Broncos-Titans Romagna | 7 – 52 (0-20 0-12 0-7 7-13) referto | Ravens Imola | C.S. La Graziola (70 spett.)\| Arbitro: \| M. Turney \| |
| Arbitro:                         | M. Turney              |                                     |              |                                                         |

| Roma 20 maggio 2018, ore 16:00 | Fighting Ducks Lazio | 40 – 0 (20-0 8-0 12-0 0-0) referto | Sirbons Cagliari | C.S. Dabliù (50 spett.) |

## Classifiche

### Legenda
- PCT = percentuale di vittorie, G = partite giocate, V = partite vinte, P = partite perse, PF = punti fatti, PS = punti subiti
- La qualificazione ai playoff è indicata in verde
- La qualificazione al turno di wild card è indicata in giallo

#### Girone A
| Pos. | Squadra              | PCT  | G | V | P | PF  | PS  |
| ---- | -------------------- | ---- | - | - | - | --- | --- |
| 1    | Elephants Catania    | .667 | 6 | 4 | 2 | 220 | 128 |
| 2    | Achei Crotone        | .667 | 6 | 4 | 2 | 248 | 160 |
| 3    | Black Tide Catanzaro | .667 | 6 | 4 | 2 | 209 | 150 |
| 4    | Cardinals Palermo    | .000 | 6 | 0 | 6 | 48  | 287 |

#### Girone B
| Pos. | Squadra                   | PCT  | G | V | P | PF  | PS  |
| ---- | ------------------------- | ---- | - | - | - | --- | --- |
| 1    | Briganti Napoli           | .833 | 6 | 5 | 1 | 174 | 28  |
| 2    | Eagles Salerno            | .833 | 6 | 5 | 1 | 136 | 48  |
| 3    | Navy Seals Bari           | .667 | 6 | 4 | 2 | 136 | 71  |
| 4    | Rebels Castel San Giorgio | .167 | 6 | 1 | 5 | 68  | 215 |
| 5    | Crabs Pescara             | .000 | 6 | 0 | 6 | 58  | 210 |

#### Girone C
| Pos. | Squadra              | PCT   | G | V | P | PF  | PS  |
| ---- | -------------------- | ----- | - | - | - | --- | --- |
| 1    | Minatori Cave        | 1.000 | 6 | 6 | 0 | 230 | 84  |
| 2    | Fighting Ducks Lazio | .667  | 6 | 4 | 2 | 168 | 78  |
| 3    | Sirbons Cagliari     | .333  | 6 | 2 | 4 | 49  | 178 |
| 4    | Legio XIII Roma      | .000  | 6 | 0 | 6 | 44  | 151 |

#### Girone D
| Pos. | Squadra               | PCT   | G | V | P | PF  | PS  |
| ---- | --------------------- | ----- | - | - | - | --- | --- |
| 1    | Nuovi Grifoni Perugia | 1.000 | 6 | 6 | 0 | 227 | 57  |
| 2    | Veterans Grosseto     | .500  | 6 | 3 | 3 | 126 | 155 |
| 3    | Trappers Cecina       | .500  | 6 | 3 | 3 | 122 | 171 |
| 4    | Steelers Terni        | .000  | 6 | 0 | 6 | 102 | 194 |

#### Girone E
| Pos. | Squadra                | PCT   | G | V | P | PF  | PS  |
| ---- | ---------------------- | ----- | - | - | - | --- | --- |
| 1    | Ravens Imola           | 1.000 | 6 | 6 | 0 | 325 | 70  |
| 2    | Wolverines Piacenza    | .667  | 6 | 4 | 2 | 171 | 139 |
| 3    | Doves Bologna          | .167  | 6 | 1 | 5 | 38  | 170 |
| 4    | Broncos-Titans Romagna | .167  | 6 | 1 | 5 | 75  | 230 |

#### Girone F
| Pos. | Squadra                      | PCT  | G | V | P | PF  | PS  |
| ---- | ---------------------------- | ---- | - | - | - | --- | --- |
| 1    | Predatori Golfo del Tigullio | .833 | 6 | 5 | 1 | 235 | 90  |
| 2    | Lancieri Novara              | .667 | 6 | 4 | 2 | 147 | 135 |
| 3    | Rams Milano                  | .500 | 6 | 3 | 3 | 124 | 97  |
| 4    | Pirates Savona               | .500 | 6 | 3 | 3 | 166 | 65  |
| 5    | Alfieri Asti                 | .000 | 6 | 0 | 6 | 27  | 312 |

#### Girone G
| Pos. | Squadra              | PCT   | G | V | P | PF  | PS  |
| ---- | -------------------- | ----- | - | - | - | --- | --- |
| 1    | Islanders Venezia    | 1.000 | 6 | 6 | 0 | 255 | 38  |
| 2    | Aquile Ferrara       | .667  | 6 | 4 | 2 | 211 | 46  |
| 3    | Alligators Rovigo    | .333  | 6 | 2 | 4 | 39  | 223 |
| 4    | Buccaneers Comacchio | .000  | 6 | 0 | 6 | 20  | 218 |

#### Girone H
| Pos. | Squadra            | PCT  | G | V | P | PF  | PS  |
| ---- | ------------------ | ---- | - | - | - | --- | --- |
| 1    | Redskins Verona    | .833 | 6 | 5 | 1 | 138 | 26  |
| 2    | Hurricanes Vicenza | .833 | 6 | 5 | 1 | 113 | 64  |
| 3    | Giants Bolzano 2   | .333 | 6 | 2 | 4 | 38  | 116 |
| 4    | Thunders Trento    | .000 | 6 | 0 | 6 | 41  | 124 |

#### Girone I
| Pos. | Squadra            | PCT  | G | V | P | PF  | PS  |
| ---- | ------------------ | ---- | - | - | - | --- | --- |
| 1    | 29ers Alto Livenza | .833 | 6 | 5 | 1 | 134 | 76  |
| 2    | Muli Trieste       | .667 | 6 | 4 | 2 | 181 | 112 |
| 3    | Mexicans Pederobba | .333 | 6 | 2 | 4 | 190 | 204 |
| 4    | Draghi Udine       | .167 | 6 | 1 | 5 | 63  | 176 |

## Playoff

### Squadre qualificate
- Wild Card
  -  Elephants Catania
  -  Eagles Salerno
  -  Hurricanes Vicenza
  -  Achei Crotone
  -  Aquile Ferrara**  Muli Trieste
  -  Navy Seals Bari
  -  Lancieri Novara
  -  Fighting Ducks Lazio
  -  Wolverines Piacenza
  -  Black Tide Catanzaro
  -  Trappers Cecina
  -  Veterans Grosseto
  -  Rams Milano
  -  Giants Bolzano 2
  -  Mexicans Pederobba
- Quarti di Conference
  -  Minatori Cave
  -  Nuovi Grifoni Perugia
  -  Islanders Venezia
  -  Ravens Imola
  -  Briganti Napoli
  -  Predatori Golfo del Tigullio
  -  Redskins Verona
  -  29ers Alto Livenza

### Tabellone
|  | Wild Card            | Wild Card                    |    |                       | Quarti di conference         | Quarti di conference |                       |                   | Semifinali di conference | Semifinali di conference |              |    | Finali di conference | Finali di conference |  |  | XIX Nine Bowl | XIX Nine Bowl |  |  |  |  |  |
|  |                      |                              |    |                       |                              |                      |                       |                   |                          |                          |              |    |                      |                      |  |  |               |               |  |  |  |  |  |
|  | Wolverines Piacenza  | 26                           |    |                       | Ravens Imola                 | 34                   |                       |                   |                          |                          |              |    |                      |                      |  |  |               |               |  |  |  |  |  |
|  | Aquile Ferrara       | 52                           |    |                       | Aquile Ferrara               | 33                   |                       |                   |                          |                          |              |    |                      |                      |  |  |               |               |  |  |  |  |  |
|  | Aquile Ferrara       | 52                           |    | Ravens Imola          | Aquile Ferrara               | 33                   | 26                    |                   |                          |                          |              |    |                      |                      |  |  |               |               |  |  |  |  |  |
|  |                      |                              |    |                       |                              |                      | 26                    |                   |                          |                          |              |    |                      |                      |  |  |               |               |  |  |  |  |  |
|  |                      | Redskins Verona              | 19 |                       |                              |                      |                       |                   |                          |                          |              |    |                      |                      |  |  |               |               |  |  |  |  |  |
|  | Hurricanes Vicenza   | Redskins Verona              | 19 | 21                    | Redskins Verona              | 21                   |                       |                   |                          |                          |              |    |                      |                      |  |  |               |               |  |  |  |  |  |
|  | Hurricanes Vicenza   |                              |    | 21                    | Redskins Verona              | 21                   |                       |                   |                          |                          |              |    |                      |                      |  |  |               |               |  |  |  |  |  |
|  | Giants Bolzano 2     | 10                           |    |                       | Hurricanes Vicenza           | 14                   |                       |                   |                          |                          |              |    |                      |                      |  |  |               |               |  |  |  |  |  |
|  | Giants Bolzano 2     | 10                           |    |                       |                              | 14                   |                       | Ravens Imola      | 26                       |                          |              |    |                      |                      |  |  |               |               |  |  |  |  |  |
|  |                      |                              |    |                       |                              |                      |                       |                   |                          |                          |              |    |                      |                      |  |  |               |               |  |  |  |  |  |
|  |                      | Islanders Venezia            | 23 |                       |                              |                      |                       |                   |                          |                          |              |    |                      |                      |  |  |               |               |  |  |  |  |  |
|  | Muli Trieste         | Islanders Venezia            | 23 | 28                    |                              |                      | Islanders Venezia     | 48                |                          |                          |              |    |                      |                      |  |  |               |               |  |  |  |  |  |
|  | Muli Trieste         |                              |    | 28                    |                              |                      | Islanders Venezia     | 48                |                          |                          |              |    |                      |                      |  |  |               |               |  |  |  |  |  |
|  | Rams Milano          | 25                           |    |                       | Muli Trieste                 | 0                    |                       |                   |                          |                          |              |    |                      |                      |  |  |               |               |  |  |  |  |  |
|  | Rams Milano          | 25                           |    | Islanders Venezia     | Muli Trieste                 | 0                    | 26                    |                   |                          |                          |              |    |                      |                      |  |  |               |               |  |  |  |  |  |
|  |                      |                              |    |                       |                              |                      | 26                    |                   |                          |                          |              |    |                      |                      |  |  |               |               |  |  |  |  |  |
|  |                      | 29ers Alto Livenza           | 7  |                       |                              |                      |                       |                   |                          |                          |              |    |                      |                      |  |  |               |               |  |  |  |  |  |
|  | Mexicans Pederobba   | 29ers Alto Livenza           | 7  | 36                    | 29ers Alto Livenza           | 31                   |                       |                   |                          |                          |              |    |                      |                      |  |  |               |               |  |  |  |  |  |
|  | Mexicans Pederobba   |                              |    | 36                    | 29ers Alto Livenza           | 31                   |                       |                   |                          |                          |              |    |                      |                      |  |  |               |               |  |  |  |  |  |
|  | Lancieri Novara      | 33                           |    |                       | Mexicans Pederobba           | 28                   |                       |                   |                          |                          |              |    |                      |                      |  |  |               |               |  |  |  |  |  |
|  | Lancieri Novara      | 33                           |    |                       |                              |                      |                       |                   |                          |                          | Ravens Imola | 28 |                      |                      |  |  |               |               |  |  |  |  |  |
|  |                      |                              |    |                       |                              |                      |                       |                   |                          |                          |              |    |                      |                      |  |  |               |               |  |  |  |  |  |
|  |                      | Elephants Catania            | 20 |                       |                              |                      |                       |                   |                          |                          |              |    |                      |                      |  |  |               |               |  |  |  |  |  |
|  | Fighting Ducks Lazio | Elephants Catania            | 20 | 26                    |                              |                      | Nuovi Grifoni Perugia | 16                |                          |                          |              |    |                      |                      |  |  |               |               |  |  |  |  |  |
|  | Fighting Ducks Lazio |                              |    | 26                    |                              |                      | Nuovi Grifoni Perugia | 16                |                          |                          |              |    |                      |                      |  |  |               |               |  |  |  |  |  |
|  | Trappers Cecina      | 15                           |    |                       | Fighting Ducks Lazio         | 0                    |                       |                   |                          |                          |              |    |                      |                      |  |  |               |               |  |  |  |  |  |
|  | Trappers Cecina      | 15                           |    | Nuovi Grifoni Perugia | Fighting Ducks Lazio         | 0                    | 28                    |                   |                          |                          |              |    |                      |                      |  |  |               |               |  |  |  |  |  |
|  |                      |                              |    |                       |                              |                      | 28                    |                   |                          |                          |              |    |                      |                      |  |  |               |               |  |  |  |  |  |
|  |                      | Elephants Catania            | 36 |                       |                              |                      |                       |                   |                          |                          |              |    |                      |                      |  |  |               |               |  |  |  |  |  |
|  | Elephants Catania    | Elephants Catania            | 36 | 8                     | Briganti Napoli              | 6                    |                       |                   |                          |                          |              |    |                      |                      |  |  |               |               |  |  |  |  |  |
|  | Elephants Catania    |                              |    | 8                     | Briganti Napoli              | 6                    |                       |                   |                          |                          |              |    |                      |                      |  |  |               |               |  |  |  |  |  |
|  | Veterans Grosseto    | 0 d.g.s.                     |    |                       | Elephants Catania            | 14                   |                       |                   |                          |                          |              |    |                      |                      |  |  |               |               |  |  |  |  |  |
|  | Veterans Grosseto    | 0 d.g.s.                     |    |                       |                              | 14                   |                       | Elephants Catania | 35                       |                          |              |    |                      |                      |  |  |               |               |  |  |  |  |  |
|  |                      |                              |    |                       |                              |                      |                       |                   |                          |                          |              |    |                      |                      |  |  |               |               |  |  |  |  |  |
|  |                      | Predatori Golfo del Tigullio | 30 |                       |                              |                      |                       |                   |                          |                          |              |    |                      |                      |  |  |               |               |  |  |  |  |  |
|  | Achei Crotone        | Predatori Golfo del Tigullio | 30 | 35                    |                              |                      | Minatori Cave         | 34                |                          |                          |              |    |                      |                      |  |  |               |               |  |  |  |  |  |
|  | Achei Crotone        |                              |    | 35                    |                              |                      | Minatori Cave         | 34                |                          |                          |              |    |                      |                      |  |  |               |               |  |  |  |  |  |
|  | Black Tide Catanzaro | 28                           |    |                       | Achei Crotone                | 13                   |                       |                   |                          |                          |              |    |                      |                      |  |  |               |               |  |  |  |  |  |
|  | Black Tide Catanzaro | 28                           |    | Minatori Cave         | Achei Crotone                | 13                   | 19                    |                   |                          |                          |              |    |                      |                      |  |  |               |               |  |  |  |  |  |
|  |                      |                              |    |                       |                              |                      | 19                    |                   |                          |                          |              |    |                      |                      |  |  |               |               |  |  |  |  |  |
|  |                      | Predatori Golfo del Tigullio | 25 |                       |                              |                      |                       |                   |                          |                          |              |    |                      |                      |  |  |               |               |  |  |  |  |  |
|  | Eagles Salerno       | Predatori Golfo del Tigullio | 25 | 24                    | Predatori Golfo del Tigullio | 42                   |                       |                   |                          |                          |              |    |                      |                      |  |  |               |               |  |  |  |  |  |
|  | Eagles Salerno       |                              |    | 24                    | Predatori Golfo del Tigullio | 42                   |                       |                   |                          |                          |              |    |                      |                      |  |  |               |               |  |  |  |  |  |
|  | Navy Seals Bari      | 10                           |    |                       | Eagles Salerno               | 0                    |                       |                   |                          |                          |              |    |                      |                      |  |  |               |               |  |  |  |  |  |

I Veterans Grosseto hanno dato forfait, pertanto gli Elephants Catania accedono direttamente ai Quarti di conference.

### Wild Card
| Ciampino 2 giugno 2018, ore 19:00 | Fighting Ducks Lazio | 26 – 15 (12-3 0-12 8-0 6-0) referto | Trappers Cecina | C.S. Arnaldo Fuso (200 spett.) |

| Salerno 2 giugno 2018, ore 20:35 | Eagles Salerno | 24 – 10 (0-3 8-0 0-7 16-0) referto | Navy Seals Bari | C.S. Vincenzo Volpe (60 spett.) |

| Trieste 2 giugno 2018, ore 20:55 | Muli Trieste | 28 – 25 (7-7 7-0 7-12 7-6) referto | Rams Milano | Stadio Comunale S. Luigi (210 spett.)\| Arbitro: \| G. Davis \| |
| Arbitro:                         | G. Davis     |                                    |             |                                                                 |

| Crotone 3 giugno 2018, ore 14:30 | Achei Crotone | 35 – 28 (7-0 7-14 13-6 8-8) referto | Black Tide Catanzaro | Achei Field Settore B (150 spett.)\| Arbitro: \| Costarella \| |
| Arbitro:                         | Costarella    |                                     |                      |                                                                |

| Novara 3 giugno 2018, ore 15:00 | Lancieri Novara | 33 – 36 (6-22 27-14 0-0 0-0) referto | Mexicans Pederobba | Lancieri Field (100 spett.)\| Arbitro: \| M. Bernardi \| |
| Arbitro:                        | M. Bernardi     |                                      |                    |                                                          |

| Vicenza 3 giugno 2018, ore 16:00 | Hurricanes Vicenza | 21 – 10 (7-3 14-0 0-0 0-7) referto | Giants Bolzano 2 | BPVI Arena (100 spett.)\| Arbitro: \| d'Amato \| |
| Arbitro:                         | d'Amato            |                                    |                  |                                                  |

| Siracusa 3 giugno 2018, ore 16:00 | Elephants Catania | 8 – 0 (d.g.s.) referto | Veterans Grosseto | C.S. ERG |

| Piacenza 3 giugno 2018, ore 16:30 | Wolverines Piacenza | 26 – 52 (6-14 13-7 7-18 0-13) referto | Aquile Ferrara | Centro Sportivo Rugby Gigi Savoia (50 spett.)\| Arbitro: \| Sala \| |
| Arbitro:                          | Sala                |                                       |                |                                                                     |

### Quarti di conference
| Perugia 9 giugno 2018, ore 20:00 | Nuovi Grifoni Perugia | 16 – 0 (0-0 6-0 10-0 0-0) referto | Fighting Ducks Lazio | S.C. S.Sisto (80 spett.)\| Arbitro: \| A. Americi \| |
| Arbitro:                         | A. Americi            |                                   |                      |                                                      |

| Favaro Veneto 9 giugno 2018, ore 20:27 | Islanders Venezia | 48 – 0 (13-0 14-0 14-0 7-0) referto | Muli Trieste | Centro Sportivo Comunale (150 spett.)\| Arbitro: \| M. Turney \| |
| Arbitro:                               | M. Turney         |                                     |              |                                                                  |

| Chiavari 9 giugno 2018, ore 21:00 | Predatori Golfo del Tigullio | 42 – 0 (22-0 14-0 0-0 6-0) referto | Eagles Salerno | C.S. Daneri (150 spett.)\| Arbitro: \| Passalacqua \| |
| Arbitro:                          | Passalacqua                  |                                    |                |                                                       |

| Napoli 10 giugno 2018, ore 14:38 | Briganti Napoli | 6 – 14 (0-0 6-0 0-7 0-7) referto | Elephants Catania | Briganti Field\| Arbitro: \| Genise \| |
| Arbitro:                         | Genise          |                                  |                   |                                        |

| Verona 10 giugno 2018, ore 16:00 | Redskins Verona | 21 – 14 (0-7 0-7 7-0 14-0) referto | Hurricanes Vicenza | C.S. Concordia (200 spett.)\| Arbitro: \| G. Virone \| |
| Arbitro:                         | G. Virone       |                                    |                    |                                                        |

| Imola 10 giugno 2018, ore 16:10 | Ravens Imola | 34 – 33 (8-0 12-20 0-7 14-6) referto | Aquile Ferrara | Stadio Romeo Galli (150 spett.)\| Arbitro: \| Camossa \| |
| Arbitro:                        | Camossa      |                                      |                |                                                          |

| Genazzano 10 giugno 2018, ore 16:30 | Minatori Cave | 34 – 13 (6-0 14-0 0-7 14-6) referto | Achei Crotone | C.S. Le Rose (100 spett.)\| Arbitro: \| M. Americi \| |
| Arbitro:                            | M. Americi    |                                     |               |                                                       |

| Caneva 10 giugno 2018, ore 17:00 | 29ers Alto Livenza | 31 – 28 (10-6 0-0 0-0 21-22) referto | Mexicans Pederobba | C.S. Comunale (150 spett.)\| Arbitro: \| S. d'Amato \| |
| Arbitro:                         | S. d'Amato         |                                      |                    |                                                        |

### Semifinali di conference
| Favaro Veneto 16 giugno 2018, ore 20:30 | Islanders Venezia | 26 – 7 (0-7 20-0 6-0 0-0) referto | 29ers Alto Livenza | C.S. Comunale (100 spett.)\| Arbitro: \| S. d'Amato \| |
| Arbitro:                                | S. d'Amato        |                                   |                    |                                                        |

| Perugia 16 giugno 2018, ore 21:30 | Nuovi Grifoni Perugia | 28 – 36 (6-7 8-10 0-6 14-13) referto | Elephants Catania | S.C. S.Sisto (100 spett.)\| Arbitro: \| Camossa \| |
| Arbitro:                          | Camossa               |                                      |                   |                                                    |

| Imola 17 giugno 2018, ore 16:00 | Ravens Imola   | 26 – 19 (0-3 0-10 6-6 20-0) referto | Redskins Verona | C.S. Bacchilega (100 spett.)\| Arbitro: \| G. Marcuccetti \| |
| Arbitro:                        | G. Marcuccetti |                                     |                 |                                                              |

| Genazzano 17 giugno 2018, ore 16:25 | Minatori Cave | 19 – 25 (7-3 0-9 6-6 6-7) referto | Predatori Golfo del Tigullio | C.S. Le Rose (80 spett.)\| Arbitro: \| A. Chiello \| |
| Arbitro:                            | A. Chiello    |                                   |                              |                                                      |

### Finali di conference
| Aci Sant'Antonio 23 giugno 2018, ore 19:22 | Elephants Catania | 35 – 30 (6-7 15-0 0-8 14-15) referto | Predatori Golfo del Tigullio | Stadio Comunale (150 spett.)\| Arbitro: \| A. Costarella \| |
| Arbitro:                                   | A. Costarella     |                                      |                              |                                                             |

| Imola 24 giugno 2018, ore 18:15 | Ravens Imola | 26 – 23 (6-6 0-6 0-3 20-8) referto | Islanders Venezia | Stadio Romeo Galli (300 spett.)\| Arbitro: \| Sala \| |
| Arbitro:                        | Sala         |                                    |                   |                                                       |

### XIX NineBowl
| Arbitri: | Marcuccetti M. Turney Tomaz B. Stevanovic M. Bernardi R. Rettani L. Ferracuti |

| |           | |
| E. Lombardo 4':41" Q1 (TD) 17yd run C. Caruso 1':01" Q1 (TD) 37yd pass from A. Conticello E. Lombardo 3':15" Q3 (TD) 13yd run A. Conticello Q3 (tpc) rush | Marcatori | S. Cannata 2':57" Q1 (TD) 8yd run S. Cannata 1':26" Q2 (TD) 11yd run R. Raffini Q2 (tpc) pass from B. Labarile S. Cannata 10':06" Q3 (TD) 6yd run R. Raffini Q3 (tpc) pass from B. Labarile S. Cannata 5':29" Q3 (TD) 15yd run |

## XIX NineBowl
Il XIX Ninebowl si è disputato il 6 luglio 2018 allo Stadio Sergio Lanfranchi di Parma. L'incontro è stato vinto dai Ravens Imola sugli Elephants Catania con il risultato di 28 a 20.

## Verdetti
- Ravens Imola Vincitori del Nine Bowl 2018

## All Star Game
| Castel Giorgio 21 luglio 2018 | Nord | 35 – 0 | Sud | Stadio Vince Lombardi |

## Marcatori
| Giocatore          | Sq.                          | TD rush | TD recv | TD int | TD p.ret | TD k.ret | TD oth | Xp1  | Xp2 | FG  | Saf | Totale |
| ------------------ | ---------------------------- | ------- | ------- | ------ | -------- | -------- | ------ | ---- | --- | --- | --- | ------ |
| S. Cannata         | Ravens Imola                 | 18+13   | 0+0     | 0+0    | 0+0      | 0+0      | 0+0    | 0+0  | 6+3 | 0+0 | 0+0 | 204    |
| G. Longo           | Islanders Venezia            | 15+6    | 0+0     | 0+0    | 0+0      | 0+0      | 0+0    | 0+0  | 0+0 | 0+0 | 0+0 | 126    |
| M. Megna           | Black Tide Catanzaro         | 14+2    | 0+0     | 0+0    | 0+0      | 0+0      | 0+0    | 22+2 | 0+0 | 0+0 | 0+0 | 120    |
| E. Lombardo        | Elephants Catania            | 9+6     | 2+1     | 0+0    | 0+0      | 0+0      | 0+0    | 0+0  | 1+1 | 0+0 | 0+0 | 112    |
| A. Fusani          | Minatori Cave                | 11+2    | 0+0     | 0+0    | 0+0      | 0+0      | 0+0    | 0+0  | 5+0 | 0+0 | 0+0 | 88     |
| R. Raffini         | Ravens Imola                 | 0+1     | 7+1     | 1+0    | 1+0      | 0+0      | 0+0    | 0+0  | 4+2 | 0+0 | 0+0 | 78     |
| J. Jimenez Ramirez | Mexicans Pederobba           | 5+6     | 0+0     | 0+0    | 0+0      | 0+0      | 0+0    | 0+0  | 4+0 | 0+0 | 0+0 | 74     |
| 4 giocatori        | 66                           |         |         |        |          |          |        |      |     |     |     |        |
| M. Sabadotto       | Mexicans Pederobba           | 9+1     | 0+0     | 0+0    | 0+0      | 0+0      | 0+0    | 0+0  | 0+2 | 0+0 | 0+0 | 64     |
| 2 giocatori        | 60                           |         |         |        |          |          |        |      |     |     |     |        |
| A. Conticello      | Elephants Catania            | 4+4     | 1+0     | 0+0    | 0+0      | 0+0      | 0+0    | 0+0  | 2+2 | 0+0 | 0+0 | 56     |
| 3 giocatori        | 54                           |         |         |        |          |          |        |      |     |     |     |        |
| 2 giocatori        | 52                           |         |         |        |          |          |        |      |     |     |     |        |
| C. Mancini         | Rams Milano                  | 5+3     | 0+0     | 0+0    | 0+0      | 0+0      | 0+0    | 0+0  | 1+0 | 0+0 | 0+0 | 50     |
| 4 giocatori        | 48                           |         |         |        |          |          |        |      |     |     |     |        |
| A. Gorlani         | Wolverines Piacenza          | 0+0     | 4+0     | 0+0    | 0+0      | 0+0      | 0+0    | 15+2 | 0+0 | 2+0 | 0+0 | 47     |
| 2 giocatori        | 46                           |         |         |        |          |          |        |      |     |     |     |        |
| A. Malabruzzi      | Predatori Golfo del Tigullio | 2+1     | 2+1     | 0+0    | 0+0      | 0+1      | 0+0    | 0+2  | 2+1 | 0+0 | 0+0 | 44     |
| A. Mosca           | Black Tide Catanzaro         | 0+0     | 5+2     | 0+0    | 0+0      | 0+0      | 0+0    | 1+0  | 0+0 | 0+0 | 0+0 | 43     |
| 2 giocatori        | 42                           |         |         |        |          |          |        |      |     |     |     |        |
| P. Vettorel        | Briganti Napoli              | 0+0     | 0+0     | 0+0    | 2+0      | 1+0      | 0+0    | 8+0  | 0+0 | 3+2 | 0+0 | 41     |
| G. Lucarelli       | Briganti Napoli              | 6       | 0       | 0      | 0        | 0        | 0      | 0    | 2   | 0   | 0   | 40     |
| P. Milano          | Achei Crotone                | 0+0     | 2+0     | 0+0    | 0+0      | 0+0      | 0+0    | 16+4 | 0+0 | 2+0 | 0+0 | 38     |
| 3 giocatori        | 37                           |         |         |        |          |          |        |      |     |     |     |        |
| 8 giocatori        | 36                           |         |         |        |          |          |        |      |     |     |     |        |
| 3 giocatori        | 33                           |         |         |        |          |          |        |      |     |     |     |        |
| 6 giocatori        | 32                           |         |         |        |          |          |        |      |     |     |     |        |
| 9 giocatori        | 30                           |         |         |        |          |          |        |      |     |     |     |        |
| 2 giocatori        | 28                           |         |         |        |          |          |        |      |     |     |     |        |
| 4 giocatori        | 26                           |         |         |        |          |          |        |      |     |     |     |        |
| L. Polla           | Muli Trieste                 | 0+0     | 0+0     | 0+0    | 0+0      | 0+0      | 0+0    | 18+4 | 0+0 | 1+0 | 0+0 | 25     |
| 12 giocatori       | 24                           |         |         |        |          |          |        |      |     |     |     |        |
| 2 giocatori        | 22                           |         |         |        |          |          |        |      |     |     |     |        |
| 3 giocatori        | 20                           |         |         |        |          |          |        |      |     |     |     |        |
| I. Cavaliere       | Broncos-Titans Romagna       | 0       | 0       | 0      | 0        | 0        | 0      | 7    | 0   | 4   | 0   | 19     |
| 31 giocatori       | 18                           |         |         |        |          |          |        |      |     |     |     |        |
| Li. Lo Faro        | Elephants Catania            | 0+0     | 1+0     | 0+0    | 0+0      | 0+0      | 0+0    | 2+6  | 0+0 | 0+1 | 0+0 | 17     |
| N. Conteddu        | Fighting Ducks Lazio         | 0       | 2       | 0      | 0        | 0        | 0      | 0    | 2   | 0   | 0   | 16     |
| A. Ferrari         | Alligators Rovigo            | 2       | 0       | 0      | 0        | 0        | 0      | 3    | 0   | 0   | 0   | 15     |
| 13 giocatori       | 14                           |         |         |        |          |          |        |      |     |     |     |        |
| 2 giocatori        | 13                           |         |         |        |          |          |        |      |     |     |     |        |
| 41 giocatori       | 12                           |         |         |        |          |          |        |      |     |     |     |        |
| 4 giocatori        | 10                           |         |         |        |          |          |        |      |     |     |     |        |
| 10 giocatori       | 8                            |         |         |        |          |          |        |      |     |     |     |        |
| 4 giocatori        | 7                            |         |         |        |          |          |        |      |     |     |     |        |
| 107 giocatori      | 6                            |         |         |        |          |          |        |      |     |     |     |        |
| D. Raia            | Ravens Imola                 | 0       | 0       | 0      | 0        | 0        | 0      | 5    | 0   | 0   | 0   | 5      |
| 13 giocatori       | 4                            |         |         |        |          |          |        |      |     |     |     |        |
| 2 giocatori        | 3                            |         |         |        |          |          |        |      |     |     |     |        |
| 38 giocatori       | 2                            |         |         |        |          |          |        |      |     |     |     |        |
| 5 giocatori        | 1                            |         |         |        |          |          |        |      |     |     |     |        |

- Miglior marcatore della stagione regolare: S. Cannata ( Ravens Imola), 120
- Miglior marcatore dei playoff: S. Cannata ( Ravens Imola), 84
- Miglior marcatore della stagione: S. Cannata ( Ravens Imola), 204

## Passer rating
La classifica tiene in considerazione soltanto i quarterback con almeno 10 lanci effettuati.
| Giocatore       | Sq.                          | G   | Att    | Comp  | Int | Yds      | TD   | NFL    | NCAA   |
| --------------- | ---------------------------- | --- | ------ | ----- | --- | -------- | ---- | ------ | ------ |
| R. Blanco Taver | Mexicans Pederobba           | 4+2 | 7+4    | 3+1   | 0+0 | 157+25   | 2+0  | 124,05 | 235,35 |
| N. Djaba        | Muli Trieste                 | 3+1 | 58+14  | 24+11 | 3+0 | 556+214  | 8+3  | 109,38 | 180,53 |
| G. Fringuelli   | Nuovi Grifoni Perugia        | 6+2 | 96+44  | 61+22 | 4+1 | 1050+256 | 18+2 | 115,06 | 177,65 |
| A. Manda        | Briganti Napoli              | 3   | 10     | 4     | 0   | 119      | 1    | 118,33 | 172,96 |
| M. Romanato     | Islanders Venezia            | 6+3 | 77+46  | 31+18 | 2+2 | 658+299  | 14+6 | 93,73  | 152,35 |
| G. Ravera       | Predatori Golfo del Tigullio | 5   | 107    | 51    | 4   | 916      | 12   | 99,28  | 149,11 |
| H. Falbo        | Achei Crotone                | 6+2 | 138+13 | 63+5  | 4+0 | 1115+63  | 17+3 | 100,66 | 148,97 |
| D. Cipolla      | Elephants Catania            | 2   | 35     | 16    | 4   | 269      | 6    | 72,20  | 143,99 |
| N. Arnaldi      | Pirates Savona               | 2   | 12     | 6     | 1   | 79       | 2    | 76,01  | 143,63 |
| M. Petrucci     | Predatori Golfo del Tigullio | 3+3 | 55+70  | 26+37 | 3+3 | 411+524  | 5+9  | 92,58  | 140,59 |
| P. Amadasi      | Wolverines Piacenza          | 5+1 | 149+34 | 75+16 | 1+2 | 1108+185 | 17+2 | 100,74 | 140,06 |
| R. Cavallino    | Aquile Ferrara               | 6+2 | 86+54  | 37+33 | 3+1 | 438+556  | 7+7  | 94,76  | 136,93 |
| N. Zanforlin    | Lancieri Novara              | 4+1 | 79+17  | 38+8  | 0+0 | 369+162  | 9+2  | 103,26 | 132,19 |
| F. Ilardi       | Minatori Cave                | 6+2 | 60+15  | 24+7  | 4+1 | 440+251  | 4+2  | 73,81  | 131,79 |
| A. Giambruno    | Wolverines Piacenza          | 2   | 11     | 5     | 0   | 73       | 1    | 97,92  | 131,20 |
| M. Megna        | Black Tide Catanzaro         | 6+1 | 117+20 | 57+12 | 5+0 | 764+176  | 10+2 | 86,63  | 129,61 |
| E. Tarroni      | Veterans Grosseto            | 5   | 71     | 27    | 4   | 474      | 9    | 77,70  | 124,67 |
| E. Zanco        | 29ers Alto Livenza           | 6+2 | 67+22  | 37+10 | 1+1 | 493+114  | 4+1  | 83,87  | 124,14 |
| G. Ballarini    | Rams Milano                  | 6+1 | 50+11  | 21+7  | 4+1 | 329+100  | 5+1  | 68,27  | 121,04 |
| S. Grossi       | Trappers Cecina              | 6+1 | 100+17 | 52+7  | 8+2 | 704+66   | 9+2  | 67,25  | 119,64 |
| A. Pizzol       | 29ers Alto Livenza           | 4   | 16     | 7     | 0   | 101      | 1    | 85,68  | 117,40 |
| B. Labarile     | Ravens Imola                 | 6+4 | 114+49 | 53+18 | 5+2 | 686+243  | 15+1 | 76,96  | 115,24 |
| F. Burato       | Pirates Savona               | 6   | 90     | 32    | 4   | 581      | 9    | 73,43  | 113,89 |
| N. Casanova     | Fighting Ducks Lazio         | 3+1 | 23+24  | 12+10 | 0+3 | 147+92   | 2+0  | 67,60  | 112,08 |
| G. Ronga        | Eagles Salerno               | 2   | 16     | 6     | 3   | 126      | 2    | 66,15  | 107,40 |
| M. Sabadotto    | Mexicans Pederobba           | 6+2 | 99+18  | 43+8  | 9+1 | 520+183  | 7+2  | 53,47  | 102,35 |
| L. Fantini      | Crabs Pescara                | 3   | 35     | 14    | 3   | 212      | 3    | 53,51  | 102,02 |
| E. Ardica       | Cardinals Palermo            | 3   | 10     | 6     | 0   | 47       | 0    | 71,67  | 99,48  |
| V. Amodio       | Fighting Ducks Lazio         | 4   | 73     | 36    | 4   | 361      | 4    | 59,22  | 97,98  |
| E. Mannato      | Fighting Ducks Lazio         | 3+2 | 11+31  | 4+14  | 1+1 | 101+84   | 1+2  | 60,12  | 93,90  |
| A. Lumastro     | Achei Crotone                | 1+1 | 3+21   | 0+11  | 0+0 | 0+134    | 0+0  | 63,54  | 92,73  |
| E. Mozzillo     | Lancieri Novara              | 4   | 54     | 22    | 1   | 263      | 2    | 60,96  | 90,17  |
| V. Leo          | Rebels Castel San Giorgio    | 5   | 66     | 20    | 5   | 342      | 6    | 47,66  | 88,68  |
| L. Giovannini   | Trappers Cecina              | 2   | 15     | 6     | 0   | 45       | 1    | 70,14  | 87,20  |
| A. Ausiello     | Briganti Napoli              | 6+1 | 75+15  | 36+8  | 6+0 | 403+61   | 2+0  | 43,94  | 86,20  |
| F. Corradi      | Redskins Verona              | 6+2 | 106+50 | 41+22 | 9+4 | 583+296  | 6+1  | 39,45  | 85,87  |
| M. Lattanzi     | Steelers Terni               | 4   | 24     | 7     | 2   | 90       | 3    | 47,57  | 85,25  |
| A. Conticello   | Elephants Catania            | 2+4 | 50+67  | 14+28 | 1+3 | 189+335  | 2+3  | 50,66  | 80,78  |
| G. Cuomo        | Legio XIII Roma              | 5   | 66     | 34    | 5   | 266      | 2    | 40,34  | 80,22  |
| G. Adang        | Giants Bolzano 2             | 2   | 11     | 3     | 0   | 28       | 1    | 69,89  | 78,65  |
| P. Nardon       | Hurricanes Vicenza           | 6+2 | 70+23  | 27+7  | 7+3 | 391+47   | 5+1  | 34,09  | 75,91  |
| S. Centonze     | Thunders Trento              | 6   | 107    | 42    | 10  | 499      | 5    | 30,86  | 75,16  |
| R. Sauro        | Thunders Trento              | 2   | 38     | 19    | 2   | 155      | 0    | 38,82  | 73,74  |
| E. Ciulla       | Cardinals Palermo            | 6   | 118    | 40    | 5   | 480      | 5    | 43,75  | 73,58  |
| A. Amoroso      | Wolverines Piacenza          | 1   | 13     | 5     | 1   | 77       | 0    | 26,76  | 72,83  |
| M. Marvulli     | Navy Seals Bari              | 6+1 | 126+29 | 41+10 | 7+1 | 480+83   | 8+1  | 42,49  | 72,25  |
| L. Ricco        | Eagles Salerno               | 5+2 | 60+18  | 24+4  | 3+2 | 262+31   | 3+0  | 33,76  | 67,32  |
| F. d'Onofrio    | Crabs Pescara                | 2   | 30     | 11    | 3   | 97       | 2    | 28,75  | 65,83  |
| N. Conteddu     | Fighting Ducks Lazio         | 2   | 15     | 3     | 1   | 66       | 1    | 39,86  | 65,63  |
| M. d'Amore      | Broncos-Titans Romagna       | 5   | 110    | 50    | 9   | 386      | 2    | 26,55  | 64,57  |
| J. Cicchetti    | Steelers Terni               | 5   | 19     | 5     | 2   | 77       | 1    | 21,93  | 56,67  |
| A. Plattner     | Giants Bolzano 2             | 6+1 | 86+11  | 26+1  | 4+2 | 342+7    | 3+0  | 26,61  | 55,89  |
| T. Castelli     | Veterans Grosseto            | 3   | 25     | 10    | 1   | 70       | 0    | 31,25  | 55,52  |
| E. Mura         | Sirbons Cagliari             | 6   | 69     | 18    | 6   | 214      | 4    | 23,10  | 53,88  |
| F. Padovani     | Aquile Ferrara               | 3+1 | 12+1   | 2+0   | 0+0 | 20+0     | 1+0  | 65,22  | 53,69  |
| G. Furnari      | Alfieri Asti                 | 5   | 34     | 11    | 6   | 142      | 2    | 26,47  | 51,55  |
| M. Guidi        | Doves Bologna                | 6   | 119    | 32    | 4   | 358      | 1    | 28,41  | 48,21  |
| F. Andreoli     | Redskins Verona              | 4   | 27     | 8     | 1   | 62       | 0    | 24,15  | 41,51  |
| S. Colautti     | Muli Trieste                 | 4+1 | 6+7    | 2+2   | 1+2 | 25+14    | 1+0  | 26,28  | 35,20  |
| R. Simonetti    | Draghi Udine                 | 5   | 31     | 4     | 1   | 59       | 1    | 36,90  | 33,08  |
| L. Beccaris     | Alfieri Asti                 | 4   | 45     | 10    | 5   | 87       | 0    | 14,81  | 30,91  |
| M. Loporcaro    | Buccaneers Comacchio         | 3   | 39     | 14    | 4   | 54       | 0    | 4,91   | 27,02  |
| A. Indelicato   | Doves Bologna                | 1   | 22     | 6     | 3   | 63       | 0    | 0,00   | 24,05  |
| H. Mazzanti     | Legio XIII Roma              | 4   | 25     | 4     | 3   | 48       | 1    | 13,33  | 21,33  |
| M. Gelli        | Buccaneers Comacchio         | 5   | 44     | 7     | 4   | 61       | 1    | 9,28   | 16,87  |
| D. Piccirilli   | Crabs Pescara                | 3   | 14     | 5     | 2   | 10       | 0    | 4,76   | 13,14  |
| D. Bellotti     | Buccaneers Comacchio         | 1   | 12     | 4     | 2   | 8        | 0    | 2,78   | 5,60   |
| G. Ragazzini    | Broncos-Titans Romagna       | 3   | 15     | 4     | 3   | 22       | 0    | 0,00   | -1,01  |
| G. Omietti      | Alligators Rovigo            | 6   | 42     | 7     | 7   | 7        | 0    | 0,00   | -15,27 |

- Miglior QB della stagione regolare: G. Fringuelli ( Nuovi Grifoni Perugia), 208,96
- Miglior QB dei playoff: N. Djaba ( Muli Trieste), 277,69
- Miglior QB della stagione: R. Blanco Taver ( Mexicans Pederobba), 235,35